# Guillaume Van Tongerloo
Guillaume Van Tongerloo (Meerle, 29 dicembre 1933 – Hoogstraten, 19 gennaio 2017) è stato un ciclista su strada e pistard belga, professionista dal 1957 al 1967.

## Carriera
Corse per la De Visscher Sport, la Mercier, la Faema, la Flandria, la Romeo e la Goldor. Le principali vittorie da professionista furono la Bayonne-Bilbao nel 1962 e la Flèche des polders nel 1963. Vestì la maglia rosa del Giro d'Italia per due giorni nel 1961, chiudendo la corsa all'ottavo posto finale.

## Palmarès
- 1957 (Dilettanti)

5ª tappa Sex-Dagars (Västervik > Norrköping)
Brussels-Zepperen
Folkestone-Crystal Palace
7ª tappa Corsa della Pace (Lipsk > Berlino)
- 1958

Grote Scheldeprijs, cat. indipendenti
- 1962

Bayonne-Bilbao
- 1963

Flèche des polders

### Altri successi
- 1962

2ª tappa, 2ª semitappa Tour de France (cronometro a squadre)

## Piazzamenti

### Grandi giri
- Giro d'Italia

1961: 8º
1962: ritirato
1963: ritirato
- Tour de France

1959: ritirato (10ª tappa)
1962: 44º
1963: 45º
1964: 53º
1965: 80º
- Vuelta a España

1963: 10º

### Classiche
- Milano-Sanremo

1962: 27º
1963: 71º
- Giro delle Fiandre

1962: 33º
- Parigi-Roubaix

1959: 45º
1962: 12º
1964: 67º
- Liegi-Bastogne-Liegi

1959: 22º
1960: 15º
1961: 5º
1962: 20º
- Giro di Lombardia

1960: 92º
1962: 19º

### Competizioni mondiali
- Campionati del mondo di ciclismo su strada

Waregem 1957 - In linea: 7º
- Campionati del mondo di ciclismo su pista

Copenaghen 1956 - Inseguimento: 18º
- Giochi olimpici

Melbourne 1956 - Inseguimento a squadre: Quarti di finale